# Данило Каменський
Данило Каменський творче псевдо Даниіл Каменський (нар. 27 жовтня 2000, Полтава, Україна) — український актор кіно та театру. Відомий завдяки головній ролі у фільмі 2017 року Сторожова застава.

## Життєпис
Данило Каменський народився 27 жовтня 2000 року в Полтаві. У 2016 році закінчив театральне відділення Полтавської міської школи мистецтв «Мала академія мистецтв» імені Раїси Кириченко (викладач Світлана Долженко).
Вступив до Гадяцького державного коледжу культури та мистецтв імені І. П. Котляревського (викладач Людмила Фастовець).
З 2017 року актор Українського малого драматичного театру в Києві.
14 березня 2017 року потрапив у ДТП, його збила автівка на Лісовому масиві у Києві. Данило Каменський отримав важкі травми — перелом тазу та ураження селезінки, йому зробили операцію з видалення селезінки.  Лише у 2018 р. актор став на ноги, до цього Каменський міг пересуватися лише за допомогою милиць.

## Фільмографія
Повнометражні художні фільми
| Рік  |   | Українська назва                      | Оригінальна назва | Роль                                 |
| ---- | - | ------------------------------------- | ----------------- | ------------------------------------ |
| 2020 | ф | Забуті                                | Забытые           | Андрій                               |
| 2019 | ф | Пекельна Хоругва, або Різдво Козацьке | -                 | Чортеня                              |
| 2017 | ф | «Сторожова застава»                   | -                 | Вітько (дубляж: В'ячеслав Хостікоєв) |

Телебачення
| Рік  |   | Українська назва           | Оригінальна назва          | Роль                               |
| ---- | - | -------------------------- | -------------------------- | ---------------------------------- |
| 2018 | с | «Лікар Ковальчук»          | -                          | епізодична роль                    |
| 2018 | с | «Ти моя кохана»            | Ты моя любимая             | епізодична роль                    |
| 2018 | с | «Скарбниця життя»          | Кладовая жизни             | епізодична роль                    |
| 2018 | с | «Утікачка»                 | Беглянка                   | епізодична роль                    |
| 2016 | с | «Між коханням і ненавистю» | Между любовью и ненавистью | Павло у молодості (немає в титрах) |